# Avalanche (film, 1937)
Pour les articles homonymes, voir Avalanche (homonymie).
Pour plus de détails, voir Fiche technique et Distribution.
Avalanche (雪崩, Nadare) est un film japonais réalisé par Mikio Naruse, sorti en 1937.

## Synopsis
Gorō est né dans une riche famille japonaise des années 1930. Il se voit déchiré entre deux femmes, Yayoi qu’il a aimée autrefois, et Fukiko, sa femme actuelle avec laquelle il est marié depuis un an. Il ne peut oublier Yayoi ni l’abandonner, car il se sent toujours pour elle de tendres sentiments et il délaisse son épouse. Il parle beaucoup de la vie idéale, mais son père ne prend pas ce qu’il pense au sérieux et refuse qu’il divorce d'avec Fukiko. Devant l’incompréhension de ses parents, il décide de se suicider avec Fukiko qu’il n’aime pas, mais au dernier moment il se rend compte qu’il n’en est pas capable.

## Fiche technique
- Titre : Avalanche
- Titre original : 雪崩 (Nadare?)
- Réalisation : Mikio Naruse

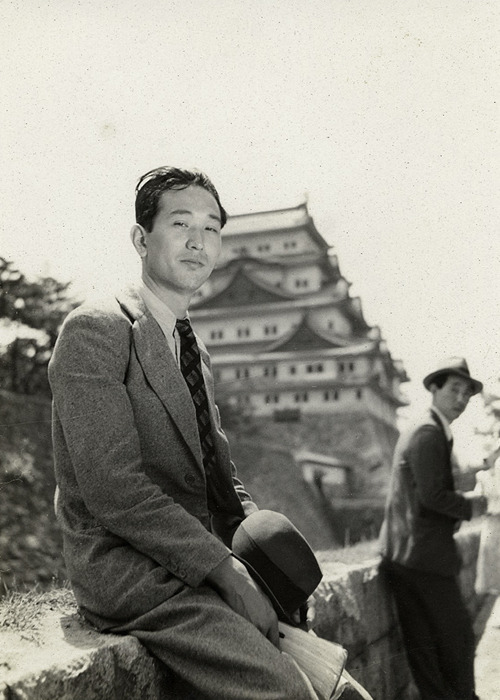
Akira Kurosawa (gauche) et Mikio Naruse (droite) durant le tournage dAvalanche. En arrière plan, le Château de Nagoya.

- Assistants réalisateurs : Ishirō Honda[1] et Akira Kurosawa
- Scénario : Mikio Naruse et Tomoyoshi Murayama, d'après un roman de Jirō Osaragi
- Musique : Nobuo Iida (ja)
- Photographie : Mikiya Tachibana
- Décors : Takeo Kita (ja)
- Montage : Kōichi Iwashita (ja)
- Société de production : P.C.L.
- Pays d'origine :  Empire du Japon
- Langue originale : japonais
- Format : noir et blanc — 35 mm — 1,37:1 — son mono
- Genre : drame
- Durée : 59 minutes[2] (métrage : sept bobines - 1 614 m[2])
- Dates de sortie :
  - Empire du Japon : 1er juillet 1937[2]

## Distribution
- Noboru Kiritachi : Fukiko
- Ranko Edogawa : Yayoi
- Hideo Saeki : Gorō
- Yuriko Hanabusa : la mère de Gorō
- Yō Shiomi : le père de Gorō
- Sadao Maruyama : le père de Fukiko
- Akira Ubukata : Keisuke, le jeune frère de Yayoi
- Masao Mishima : Koyanagi

## Autour du film
Ishirō Honda et Akira Kurosawa, alors au début de leurs carrières dans le cinéma, ont été assistants réalisateurs sur ce film. Akira Kurosawa a déclaré avoir beaucoup appris en travaillant comme assistant de Mikio Naruse sur ce film, même si ce dernier n'a pas donné « les résultats escomptés ».